# الدين في قطر
الدين في قطر (2010)

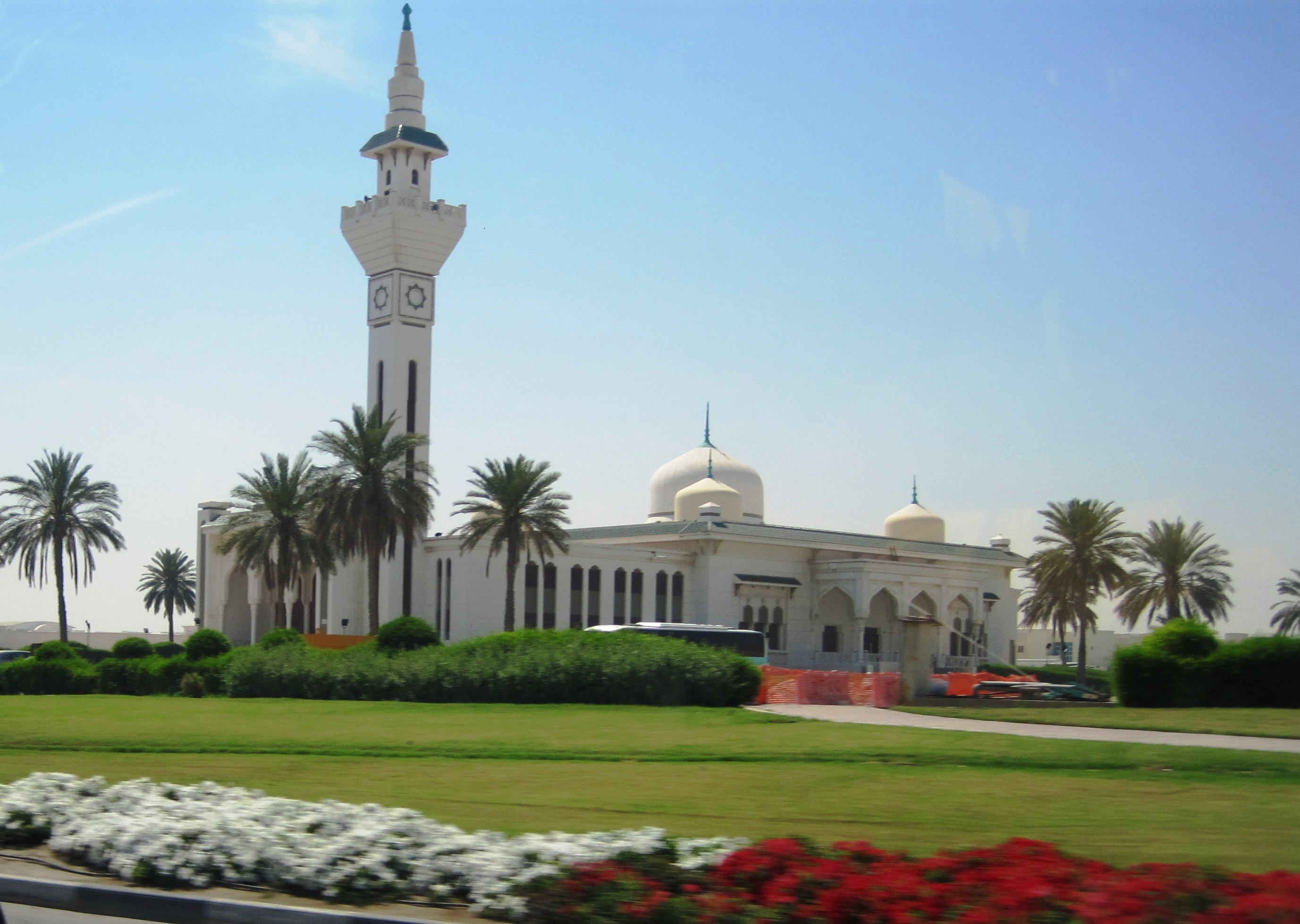
مسجد الوكرة، من مساجد دولة قطر المعروفة.

يدين القطريون بدين الإسلام وتنتشر المساجد في قطر بكثرة، وتعتبر قطر دولة إسلامية، دينها الرسمي الإسلام. وتتواجد أقليات من العمالة الأجنبية من الهندوس والمسيحيين وغيرهم. وقد تم بناء كنيسة للكاثوليك في قطر لتتيح المجال للمسيحيين المقيمين في البلاد بأداء شعائر دينهم.

## الإسلام
يشكل المسلمون نسبة تقارب 80% من سكان دولة قطر في حين يشكل المسيحيون 8.5% والباقي اتباع ديانات أخرى. يوجد أيضا نسبة كبيرة من العمال الأجانب من دول أمثال بنغلاديش، الفلبين، إندونيسيا وغيرها. يتوقع أن المسلمين أتوا في القرن السابع بعد الميلاد في سلسلة لنشر الدين الإسلامي بين الوثنيين العرب.

## المسيحية
معظم المسيحيين هم من أتباع الكنيسة الرومانية الكاثوليكية، يليهم أتباع الكنائس البروتستانتية والأنجليكانية والمسيحيون غير المنتسبين. تعترف الحكومة القطرية رسميًا بست كنائس: الكنيسة الرومانية الكاثوليكية، والأنجليكانية، والأرثوذكسية الشرقية، والسريانية الأرثوذكسية، والقبطية الأرثوذكسية، بالإضافة إلى كنائس مجتمعات المسيحيون الهنود. من المتوقع أن تقوم الطوائف الأصغر غير المعترف بها، البروتستانتية إلى حد كبير، بتقديم خدماتها الدينية تحت رعاية واحدة من المجموعات الست المُعترف بها.

## وصلات خارجية
- عن قطر